# Брвеник (Рашка)
Брвеник је насеље у Србији у општини Рашка у Рашком округу. Према попису из 2022. било је 43 становника. Изнад њега се налазе остаци истоименог утврђења, над ушћем Брвенице у Ибар, док се у његовој близини налазе Стара Павлица (XI или XII век), црква светог Николе (крај XIII или почетак XIV век) и Нова Павлица (крај XIV века), које се налазе под заштитом Републике Србије, као споменици културе од великог значаја.

## Демографија
У насељу Брвеник живи 52 пунолетна становника, а просечна старост становништва износи 40,2 година (38,9 код мушкараца и 41,7 код жена). У насељу има 20 домаћинстава, а просечан број чланова по домаћинству је 3,35.
Ово насеље је у потпуности насељено Србима (према попису из 2002. године), а у последња три пописа, примећен је пад у броју становника.
|  |

| Демографија | Демографија | Демографија |
| Година      | Становника  | Становника  |
| ----------- | ----------- | ----------- |
| 1948.       | 98          |             |
| 1953.       | 112         |             |
| 1961.       | 110         |             |
| 1971.       | 102         |             |
| 1981.       | 84          |             |
| 1991.       | 69          | 68          |
| 2002.       | 67          | 68          |

| Етнички састав према попису из 2002.‍ | Етнички састав према попису из 2002.‍ | Етнички састав према попису из 2002.‍ | Етнички састав према попису из 2002.‍ | Етнички састав према попису из 2002.‍ |
| ------------------------------------ | ------------------------------------ | ------------------------------------ | ------------------------------------ | ------------------------------------ |
|                                      |                                      |                                      |                                      |                                      |
| Срби                                 | Срби                                 |                                      | 67                                   | 100,0%                               |
| непознато                            | непознато                            |                                      | 0                                    | 0,0%                                 |

| Година пописа     | 1948. | 1953. | 1961. | 1971. | 1981. | 1991. | 2002. |
| ----------------- | ----- | ----- | ----- | ----- | ----- | ----- | ----- |
| Број домаћинстава | 19    | 20    | 19    | 23    | 25    | 23    | 20    |

| Број чланова      | 1 | 2 | 3 | 4 | 5 | 6 | 7 | 8 | 9 | 10 и више | Просек |
| ----------------- | - | - | - | - | - | - | - | - | - | --------- | ------ |
| Број домаћинстава | 5 | 5 | 3 | 2 | 1 | 1 | 1 | 1 | 1 | 0         | 3,35   |

| Пол    | Укупно | Неожењен/Неудата | Ожењен/Удата | Удовац/Удовица | Разведен/Разведена | Непознато |
| ------ | ------ | ---------------- | ------------ | -------------- | ------------------ | --------- |
| Мушки  | 27     | 7                | 18           | 2              | 0                  | 0         |
| Женски | 26     | 2                | 19           | 5              | 0                  | 0         |
| УКУПНО | 53     | 9                | 37           | 7              | 0                  | 0         |

| Пол    | Укупно                    | Пољопривреда, лов и шумарство | Рибарство                            | Вађење руде и камена | Прерађивачка индустрија       |
| ------ | ------------------------- | ----------------------------- | ------------------------------------ | -------------------- | ----------------------------- |
| Мушки  | 15                        | 1                             | 0                                    | 1                    | 6                             |
| Женски | 6                         | 1                             | 0                                    | 0                    | 4                             |
| УКУПНО | 21                        | 2                             | 0                                    | 1                    | 10                            |
| Пол    | Производња и снабдевање   | Грађевинарство                | Трговина                             | Хотели и ресторани   | Саобраћај, складиштење и везе |
| Мушки  | 0                         | 1                             | 4                                    | 0                    | 1                             |
| Женски | 0                         | 0                             | 0                                    | 0                    | 0                             |
| УКУПНО | 0                         | 1                             | 4                                    | 0                    | 1                             |
| Пол    | Финансијско посредовање   | Некретнине                    | Државна управа и одбрана             | Образовање           | Здравствени и социјални рад   |
| Мушки  | 0                         | 1                             | 0                                    | 0                    | 0                             |
| Женски | 0                         | 1                             | 0                                    | 0                    | 0                             |
| УКУПНО | 0                         | 2                             | 0                                    | 0                    | 0                             |
| Пол    | Остале услужне активности | Приватна домаћинства          | Екстериторијалне организације и тела | Непознато            | Непознато                     |
| Мушки  | 0                         | 0                             | 0                                    | 0                    | 0                             |
| Женски | 0                         | 0                             | 0                                    | 0                    | 0                             |
| УКУПНО | 0                         | 0                             | 0                                    | 0                    | 0                             |

## Галерија
- Мост у Брвенику.
- Панорама села виђена са Градине.
- Панорама села виђена са Градине.
- Панорама села виђена са Градине.
- Панорама села виђена са Градине.
- Панорама села виђена са Градине.
- Панорама села виђена са Градине.
- Панорама села виђена са Градине.
- Панорама села виђена са Градине.
- Панорама села виђена са Градине.
- Панорама села виђена са Градине.